# Кибурц, Эрнст
Эрнст Кибурц (нем. Ernst Kyburz; 14 августа 1898 года — 16 октября 1983 года) — швейцарский борец вольного стиля,  чемпион Олимпийских игр, чемпион Европы по вольной борьбе 

## Биография
На Летних Олимпийских играх 1928 года в Амстердаме боролся в весовой категории до 79 килограммов (средний вес). Турнир в вольной борьбе проводился по системе с выбыванием из борьбы за чемпионский титул после поражения, с дальнейшими схватками за второе и третье места. Схватка продолжалась 20 минут и если победитель не выявлялся в это время, назначался дополнительный 6-минутный раунд борьбы в партере. В категории боролись 9 спортсменов.
| Круг          | Соперник        | Страна                      | Результат | Основание | Время схватки |
| ------------- | --------------- | --------------------------- | --------- | --------- | ------------- |
| 1             | Том Болгар      | Австралия                   | Победа    | По очкам  | -             |
| Четвертьфинал | Антон Прег      | Южно-Африканская Республика | Победа    | По очкам  | -             |
| Полуфинал     | Дональд Стоктон | Канада                      | Победа    | По очкам  | -             |
| Финал         | Ральф Хаммондс  | Соединённые Штаты Америки   | Победа    | По очкам  | -             |

В 1931 году победил на чемпионате Европы в Будапеште.